# Драгоя Татарлиев
Драгоя (Годо) Стефанов Татарлиев е български общественик, ръководител на всички големи устройствени проекти на Община Копривщица в периода на неговото трикратно кметуване 1947 – 1952 г., 1981 – 1985 г. и 1991 – 1994 г.

## Биография
Драгоя Татарлиев е роден в семейство на земеделския производител Стефан Татарлиев и Цонка Тороманова, заедно с петте си братя и сестри. Средното си образование получава в гимназията в родния си град, а военната си служба отслужва в бреговата охрана в Равда. След войниклъка се жени за Велика Мандулова. По време на първия му кметски мандат започва дейността на жп гара Копривщица, общинското кабелно радио с водещ Александър Божинов, прокарват се ВиК трасетата в града и се построява Климатичният пансион за деца, болни или застрашени от туберкулоза. Пак тогава е подобрено енергозахранването, открити са Общинският здравен център „Д-р Рашко Хаджистойчев“ и ЦДГ „Евлампия Векилова“, настанена в приспособени за тази цел къщи (Чипева къща).
Драгоя Татарлиев е пръв директор на НИПК – клон Копривщица. След 1960 г. е инспектор в общинския отдел „Търговия“. Става директор на НАРКООП през 1964 г., след обединението и на „Балкантурист“ – Копривщица до 1970 г. Като директор на ДПУ „Салчо Василев“ отговаря за оформлението на Архитектурния ансамбъл „Първа пушка“, където са възстановени тепавицата и валявицата, тъкачница за персийски килими, фурна и ковашка работилница.
По време на втория му мандат е оформен площад „Петко Каравелов“ с паметника на Антон Иванов, устроено е пространството пред ПТТ станцията, Народното читалище „Яко Доросиев“ и двора на Старото училище „Св. св. Кирил и Методий“ с Войнишкия паметник.

## Признания и награди
- Народен орден на труда. Държавен съвет на НРБ (1984)
- Почетен вимпел „Златен“. Софийски окръжен народен съвет (1985)
- Почетен знак „Отличник“. Градски народен съвет (1985)
- Почетен гражданин на Копривщица. ОбНС Копривщица (2015 – посмъртно)